# Mohammed Noor
Mohammed Noor (in arabo محمد نور‎?; La Mecca, 26 febbraio 1978) è un ex calciatore saudita, di ruolo centrocampista.

## Carriera
La sua prima apparizione con la nazionale saudita fu alla Confederations Cup 1999 nelle semi-finali contro il Brasile. Noor ha giocato anche nei mondiali 2002 e del 2006. Durante il secondo tempo della sfida contro la Tunisia fornì l'assist vincente a Al-Qahtani che pareggiò.
Noor è considerato uno dei più forti calciatori sauditi e di tutta l'Asia. È stato capitano dell'Al-Ittihad.

## Palmarès

### Club

#### Competizioni nazionali
- Campionato saudita: 7

Al-Ittihad: 1997, 1999, 2000, 2001, 2003, 2007, 2009
- Coppa della corona del Principe saudita: 3

Al-Ittihad: 1997, 2001, 2004
- Coppa di Lega saudita: 2

Al-Ittihad: 1997, 1999

#### Competizioni internazionali
- Coppa delle Coppe dell'AFC: 1

Al-Ittihad: 1999
- AFC Champions League: 2

Al-Ittihad: 2004, 2005
- Champions League araba: 1

Al-Ittihad: 2005
- Coppa dei Campioni del Golfo: 1

Al-Ittihad: 1999

### Individuale
- Capocannoniere del Mondiale per club: 1

2005 (2 gol, a pari merito con Álvaro Saborío, Peter Crouch e Márcio Amoroso)